# Сибирски скакалец
Сибирският скакалец (Gomphocerus sibiricus) е вид скакалец, обитаващ райони с голяма надморска височина. Името си дължи точно на това че живее при неблагоприятни условия.

## Храна
Сибирският скакалец е тревопасен, но през пролетта яде яйца на други насекоми.

## Особености
Отличителен белег на мъжките екземпляри са топчесто удебелените предни пищяли. Мъжките възрастни индивиди достигат до 23 mm на дължина, а женските – до 25 mm.